# أنتوني نوتال
أنتوني نوتال (بالإنجليزية: Anthony Nuttall)‏ هو ناقد أدبي بريطاني، ولد في 25 أبريل 1937، وتوفي في 24 يناير 2007.